# إيفا مور
إيفا مور (بالإنجليزية: Eva Moore)‏ هي ممثلة بريطانية (وحملت سابقاً جنسية المملكة المتحدة لبريطانيا العظمى وأيرلندا)، ولدت في 9 فبراير 1870 في المملكة المتحدة، وتوفيت بنفس المكان في 27 أبريل 1955.

## وصلات خارجية
- إيفا مور على موقع IMDb (الإنجليزية)
- إيفا مور على موقع ألو سيني (الفرنسية)
- إيفا مور على موقع أول موفي (الإنجليزية)
- إيفا مور على موقع قاعدة بيانات برودواي على الإنترنت (الإنجليزية)
- إيفا مور على موقع قاعدة بيانات الأفلام السويدية (السويدية)
- إيفا مور على موقع قاعدة بيانات الفيلم (الإنجليزية)
- إيفا مور على موقع كينوبويسك (الروسية)